# Верхня В'єнна
Верхня В'єнна (фр. Haute-Vienne) — департамент на заході Франції, один з департаментів регіону Нова Аквітанія.
Порядковий номер 87. Адміністративний центр — Лімож. Населення 353,9 тис. чоловік (62-е місце серед департаментів, дані 1999 р.).

## Географія
Площа території 5 520 км².
Через департамент протікають річки В'єнна, Шаранта. Департамент включає 2 округи, 54 кантони і 293 комуни.

## Історія
Верхня В'єнна — один з перших 83 департаментів, утворених під час Великої французької революції в березні 1790 р. Виник на території колишньої провінції Лімузен. Назва походить від річки В'єнна.